# Риверсајд
Риверсајд (енгл. Riverside) град је у америчкој савезној држави Калифорнија. По попису становништва из 2010. у њему је живело 303.871 становника.

## Демографија
Према попису становништва из 2010. у граду је живело 303.871 становника, што је 48.705 (19,1%) становника више него 2000. године.
|                   | 2010.            | 2000.            |
| Укупно            | 303 871 (100,0%) | 255 166 (100,0%) |
| Хиспаноамериканци | 148 953 (49,02%) | 97 315 (38,14%)  |
| Белци             | 103 398 (34,03%) | 116 254 (45,56%) |
| Азијати           | 22 566 (7,426%)  | 14 501 (5,683%)  |
| Афроамериканци    | 21 421 (7,049%)  | 18 906 (7,409%)  |
| Остали            | 7 533 (2,479%)   | 8 190 (3,210%)   |

## Партнерски градови
- Ерланген
- Сендај
- Cuautla
- Енсенада
- Ђангмен
- Gangnam District
- Хајдерабад
- Obuasi
- Алпињано